# Mary Poppins (comédie musicale)
Pour les articles homonymes, voir Mary Poppins.
Mary Poppins est une comédie musicale américano-britannique coproduite par Walt Disney Theatrical Productions et Cameron Mackintosh,  adaptée du film éponyme des studios Disney sorti en 1964 et de la série de livres pour enfants de Pamela L. Travers.
La musique et les lyrics sont des frères Sherman (chansons additionnelles de George Stiles et Anthony Drewe), le livret de Julian Fellowes. Mis en scène par Richard Eyre et Matthew Bourne, qui signa aussi la chorégraphie avec Stephen Mear, le spectacle fut créé en 2004 au Bristol Hippodrome de Londres, puis à Broadway en 2006, avec peu de variations par rapport à la version britannique.
Plusieurs éléments du roman qui avaient été mis de côté dans le film furent rajoutés dont la présence d'une statue parlante. D'autres au contraire furent supprimées comme celle de l'oncle Albert ne pouvant s'empêcher de s'envoler lors d'un fou rire.

## Développement
En 1993, le producteur Cameron Mackintosh rencontre Pamela L. Travers et acquiert les droits pour créer une adaptation sur scène de Mary Poppins. En 2001, Mackintosh et un responsable de Disney Theatrical, Thomas Schumacher ouvrent la discussion sur une possible collaboration permettant de réutiliser les chansons issues du film Disney. Les deux partenaires mis d'accord, une première ébauche de l'adaptation est écrite en 2002.
À cette époque, les compositeurs George Stiles et Anthony Drewe entendent parler du projet et travaillent indépendamment sur une démo d'une nouvelle chanson d'introduction pour Mary intitulée Practically Perfect. Ils soumettent le titre à Mackintosh, et reçoivent une réponse positive qui les propulse directement dans l'équipe créative du projet. Julian Fellowes est recruté pour écrire le script du spectacle en particulier pour sa « connaissance historique du système des classes anglaise pendant l'époque édouardienne ».
Un atelier fut mis en place à la fin de l'année 2003 dans la salle de répétition du Old Vic Theatre de Londres. Après quatre semaines de répétitions au Sadler's Wells, la production fut déplacée à Bristol le 15 septembre 2004.

## Productions

### Londres

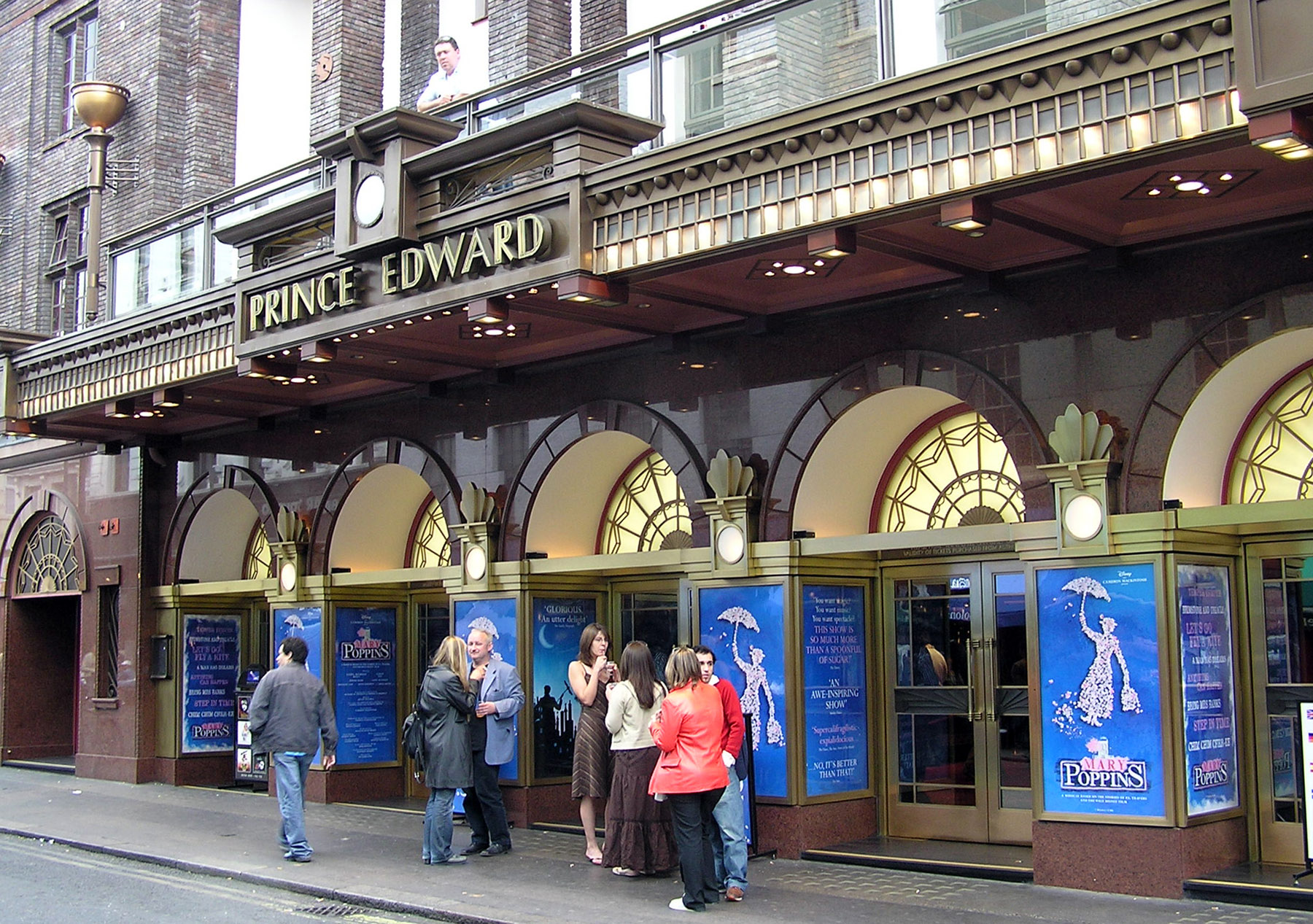
Prince Edward Theatre en 2005

La première eut lieu au Bristol Hippodrome le 18 septembre 2004, avec une avant-première le 15 pour un engagement limité au 6 novembre. Le spectacle investit ensuite le Prince Edward Theatre à partir du 15 décembre 2004. The Walt Disney Company Limited annonce avoir investi 6,235 millions de £ dans ce Mary Poppins de West End.
Le 17 mars 2005, Julie Andrews, interprète du rôle de Mary Poppins dans le long métrage, fit une apparition sur scène lors des rappels, évoquant ses propres souvenirs du film et félicitant la troupe pour leur nouvelle interprétation.
Les chansons de la version originale du spectacle furent enregistrées et sortirent en album en avril 2005. L'album comprend une grande partie des chansons interprétées dans le spectacle mais ne les contient pas toutes et notamment Precision and Order, Cherry Tree Lane Part 3 et la plupart des interludes Chim Chim Cher-ee.
Le spectacle fit sa dernière le 12 janvier 2008 après trois ans de représentations.
Le 7 janvier 2013, Disney Theatrical annonce l'arrêt de Mary Poppins le 3 mars 2013 au New Amsterdam Theatre et son remplacement après rénovation par Disney's Aladdin: The New Stage Musical.

#### Distribution
- Mary Poppins : Laura Michelle Kelly (2004-2005), Scarlett Strallen (2005-2006/2007-2008), Lisa O'Hare (2006-2007)
- Bert : Gavin Lee (2004-2006), Gavin Creel (2006-2008)
- George Banks : David Haig (2004-2005), Aden Gillett (2005-2008)
- Winifred Banks : Linzi Hateley (2004-2005), Eliza Lumley (2005-2006), Rebecca Thornhill (2007-2008)
- Miss Andrew : Rosemary Ashe (2004-2006), Louise Gold (2006-2008)
- Mrs. Brill : Jenny Galloway (2004-2005), Sarah Flind (2005-2006), Zee Asha (2007-2008)
- La femme aux oiseaux : Julia Sutton (2004-2006), Diane Langton (2006), Romy Baskerville (2007-2008)

### Broadway

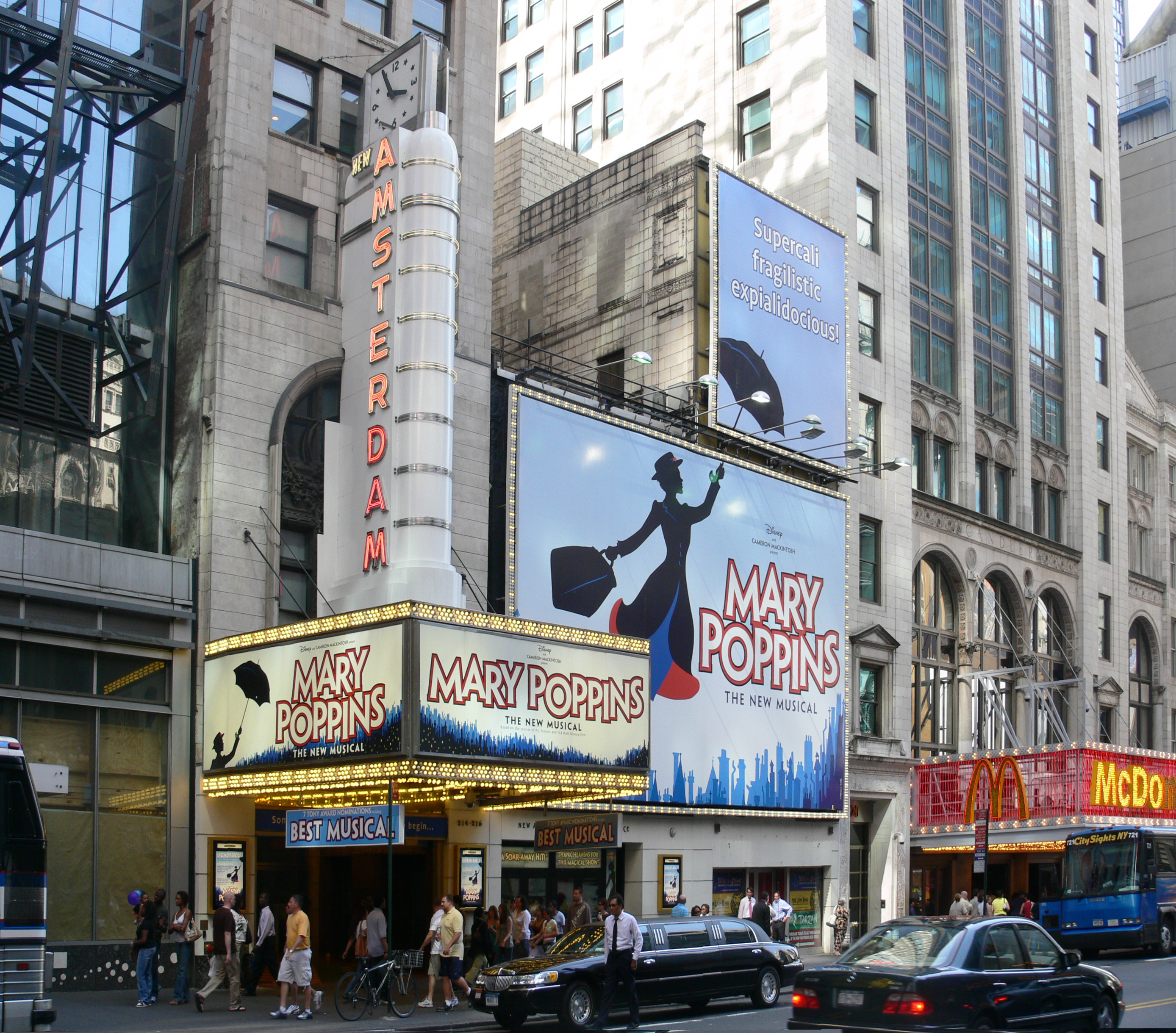
New Amsterdam Theatre en 2007

Suivant le succès de la production anglaise, une version débuta à Broadway le 16 novembre 2006 au New Amsterdam Theatre après une avant-première faite le 14 octobre.
Dans cette version, c'est la chanteuse Ashley Brown qui reprit le rôle principal accompagné de Gavin Lee, qui faisait partie de la première production et qui reprit ici son rôle de Bert.
La production de Broadway comprend quelques différences dans la mise en scène comme la séquence Jolly Holiday qui fut plus colorée que dans la version londonienne. Dans la scène Anything Can Happen, les escaliers vers le paradis furent remplacés par une grande version du parapluie de Mary Poppins. Ces changements furent ensuite appliqués à la production de West End.

#### Distribution
- Mary Poppins : Ashley Brown (2006-2008), Scarlett Strallen (2008-2009), Laura Michelle Kelly (2009-2010)
- Bert : Gavin Lee (2006-2008), Adam Fiorentino (2008-2009), Christian Borle (2009-2010)
- George Banks : Daniel Jenkins (2006-2009), Jeff Binder (2009-2010)
- Winifred Banks : Rebecca Luker (2006-2010)
- Miss Andrew : Ruth Gottschall (2006-2010)
- Mrs. Brill : Jane Carr (2006-2009), Jenny Galloway (2009), Valerie Boyle (2009-2010)
- La femme aux oiseaux : Cass Morgan (2006-2008), Ann Arvia (2008-2010)

### Autres productions
Tournée nationale anglaise
La tournée anglaise débuta le 4 juin 2008 et finit le 18 avril 2009 avec des représentations au Theatre Royal, Plymouth, Birmingham Hippodrome, Edinburgh Playhouse, Palace Theatre (Manchester), et au Wales Millennium Centre de Cardiff.
La distribution originale comptait Caroline Sheen dans le rôle de Mary Poppins, Daniel Crossley dans celui de Bert, Martin Ball pour George Banks et Louise Bowden pour Winifred Banks. Lisa O'Hare repris le rôle de Mary à partir du 27 octobre 2008.
Tournée nationale américaine
La tournée américaine débuta le 11 mars 2009 mais fut officiellement lancée le 25 mars. La production comptait Ashley Brown et Gavin Lee dans les rôles respectifs de Mary Poppins et Bert. La tournée commença au  Cadillac Palace Theatre de Chicago, et continua dans de nombreux théâtres dont le State Theatre du Playhouse Square Center de Cleveland, le Fox Theatre (en) à Saint-Louis, l'Orpheum Theatre de Minneapolis, le Music Hall de Fair Park, Dallas, Texas, Hobby Center for the Performing Arts à Houston, et le Ahmanson Theatre à Los Angeles.
Durant la soirée d'ouverture à Los Angeles le 15 novembre 2009, l'acteur Dick Van Dyke (qui joue le rôle de Bert dans le long métrage) fit une apparition sur scène lors des rappels et félicita l'interprétation de son successeur Gavin Lee.
Avec l'ajout de nouvelles dates la tournée fut prolongée jusqu'en août 2010. La chanson Temper, Temper fut supprimée du spectacle et remplacée par Playing the Game à partir du 12 octobre 2009.
Suède
La première production non-anglophone débuta le 18 octobre 2008 à Göteborg, en Suède. Cette production fut autorisée par Disney Theatrical à Josef Weinberger pour être interprétée entièrement en suédois, d'après la traduction du livre faite par Magnus Lindman. Le directeur musical fut Björn Dobbelaere, avec pour acteurs principaux Linda Olsson et Magnus Borén dans les rôles de Mary et Bert. Cette production s'est finie le 14 mars 2009.
Pays-Bas
Une seconde production non-anglophone, annoncée par Disney Theatrical, prendra forme au Fortis Circustheater à Schéveningue, en Hollande à partir d'avril 2010. Les rôles principaux seront tenus par Noortje Herlaar et William Spaaij.
Finlande
La production finlandaise s'est tenue au Helsinki City Theatre du 11 août 2009 jusqu'au 26 décembre 2009,.
Danemark
La production danoise s'est tenue au Det Ny Theater de Copenhague à partir du 18 février 2010. Le rôle de Mary était tenu par Charlotte Guldberg et celui de Bert par Kristian Studsgaard.
Hongrie
Une production hongroise a débuté à Budapest en septembre 2009.
Australie
La première de la production australienne s'est tenue à Melbourne au Her Majesty's Theatre en juillet 2010. Le 15 février 2011, la mairie de Sydney offre 100 000 USD pour aider à la promotion du spectacle produit par Cameron Mackintosh et devant débuter dans la ville australienne en avril 2011 au Capitol Theater.
Nouvelle-Zélande
Le 9 juin 2012, Disney annonce que la comédie musicale Mary Poppins sera présentée en Nouvelle-Zélande à partir du 18 octobre 2012 au Civic Theater d'Auckland
France
Le 17 octobre 2012, Stage Entertainment annonce officiellement son désir de produire Mary Poppins à Paris, à la rentrée 2013. Les auditions ont lieu mais la production est finalement annulée. Début 2023, Stage Enterainment annonce sur leur site internet, d'envisager de produire la comédie musicale. Depuis Stage Entertaimnent cherche le casting afin de le présenter au équipe de création de chez Disney. Cette comédie musicale serait présenter un petit-peu après la 3e saison du Roi Lion.

## Synopsis

### Acte I
Bert, l'homme aux multiples métiers, introduit le spectacle avec la chanson Chim Chim Cher-ee. Au numéro 17 vit la famille Banks : George et Winifred Banks, leurs deux enfants Jane et Michael, leur cuisinière, Mme Brill et leur majordome Robertson Ay.
Dans la maison, rien ne va plus, Jane et Michael sont incontrôlables et leur dernière nourrice, Katie Nanna, vient de rendre son tablier. Après ça, Mme Brill et Robertson Ay se plaignent au sujet de la vie dans cette maison tourmentée.
Les enfants décident d'écrire une annonce pour trouver une nouvelle bonne d'enfants (The Perfect Nanny), mais George Banks a une idée très différente de ce qui constitue la bonne d'enfants parfaite et il déchire le morceau de papier et le jette dans la cheminée. C'est à ce moment qu'arrive Mary Poppins arrive et prend en charge les enfants (Practically Perfect).
Lors de la première sortie des enfants au parc, ils font la rencontre de Bert, et, malgré leurs réserves par rapport à ses vêtements sales et rapiécés, Mary leur apprend à regarder plus loin que les apparences. Pour illustrer ses paroles, elle donne la vie aux statues du parc dont une figure mythologique nommée Neleus (Jolly Holiday).
Tandis que Mary s'occupe des enfants, d'autres problèmes préoccupent leurs parents. Winifred Banks se rend compte qu'elle déçoit de façon ou d'autre ses deux enfants et son mari (Being Mrs Banks). George Banks, de son côté, ne comprend pas pourquoi elle trouve le rôle d'épouse et de mère si difficile (Cherry Tree Lane (reprise)). Pour satisfaire son mari, Winifred organise une petite partie de thé et envoie des invitations. Mme Brill fait les préparatifs, tout en disant à un Robertson désireux de garder ses mains au loin. Les enfants sabotent pour s'amuser les préparatifs en cuisine, mais Mary Poppins les reprend avec une leçon (A Spoonful of Sugar). Cependant, on apprend alors qu'aucun des invités ne viendra.
Mary accompagne les enfants pour rendre une petite visite à leur père dans la banque où il travaille (Precision and Order). Là George est occupé et fait affaire avec des clients : d'abord un homme ambitieux appelé Von Hussler qui expose un projet lucratif et un homme de classe moyenne appelé Northbrook avec un projet honnête d'usine. George est furieux quand Mary arrive avec les enfants, mais une question innocente posée par Jane lui permet de réaliser combien ses valeurs ont changé (A Man Has Dreams) puisqu'il était un jeune homme idéaliste. Il décide alors d'accepter le projet de Northbrook et de rejeter celui de Von Hussler.
Tout près de la Cathédrale St. Pau, Mary présente les enfants à la femme aux oiseaux (Feed the Birds). Jane est hésitante mais Michael répond à cette femme et jette les miettes aux oiseaux. Sur le chemin du retour, les enfants rencontre l'énigmatique Mme Corry qui dirige un magasin magique qui vend également des mots (Supercalifragilisticexpialidocious).
Les enfants retournent à la maison plein de joie, ignorants que les choses se sont mal passées pour leur père. En effet, le refus qu'il a fait à Von Hussler lui a coûté cher. George furieux s'énerve sur les enfants et les renvoie dans leur chambre.
En réaction à l'énervement de son père, Jane s'emporte, oubliant les avertissements de Mary à ce sujet. En conséquence, la colère se transforme et les jouets de Jane et Michael prennent vie (Temper Temper,  plus tard remplacé par Playing the Game).
Réalisant que Jane et Michael ont encore beaucoup à apprendre, Mary décide de quitter Cherry Tree Lane (Chim Chim Cher-ee).

### Acte II
Malheureusement, en tentant de faire plaisir à son mari, Mme Banks engage une nouvelle bonne, Mlle Andrew, pour succéder à Mary soudainement partie (Cherry Tree Lane, Part 3). On découvre alors que cette nouvelle nounou un cruelle et tyrannique ne permettant pas le moindre « morceau de sucre » et préfèrent à la place ces terribles élixirs (Brimstone and Treacle, Part 1).
Terrifiés par leur nouvelle gouvernante, les enfants s'enfuient dans le parc et retrouvent leur ami Bert, qui les encourage et qui aide Michael à diriger un cerf volant (Let's Go Fly a Kite). Ceci marque le retour de Mary Poppins. Jane et Michael lui annoncent les derniers changements qui se sont opérés au numéro 17.
Aussi caché dans le parc, George déprime se sentant bon à rien (Good For Nothing). Winifred le retrouve et comprend enfin son mari et les dommages qu'il a subis par la présence de Mlle Andrew (Being Mrs Banks (reprise)).
Quand les enfants rentrent à la maison, Mary rend à Caruso, l'alouette de Mlle Andrew sa liberté en la libérant de sa cage. Ceci mène à la confrontation entre les deux bonnes d'enfants. Finalement, Mlle Andrew est enfermée dans une grande cage à oiseaux et disparaît (Brimstone and Treacle, Part 2). À ce moment, Winifred et George rentrent et sont surpris mais heureux de la voir partir.
Dans ces nouvelles aventures, Bert présente les enfants à ses amis les ramoneurs (Step in Time). Leur danse qui les amène jusque dans la maison cause la panique. Après leur départ, George reçoit un télégramme de sa banque réclamant sa présence. George suppose que son destin est scellé, et décide de vendre l'héritage de famille. Cependant, le vase est brisé accidentellement par Mme Brill. Quand cette dernière est enfin partie, George nettoie les morceaux cassés lui-même. Il retrouve alors une collection de pains d'épice, souvenirs de son enfance. Ceci mène à un bref moment de réflexion pour George (A Man Has Dreams/ A Spoonful of Sugar (reprise)). Après avoir serré la main de Bert, George part pour rencontrer le président de la banque.
Après l'encouragement des enfants, Winifred décide de suivre son cœur et d'accompagner George à la banque (Anything Can Happen). Invisible pour n'importe qui d'autre, Mary prend Jane et Michael pour leur montrer les événements suivants.
A la banque, George apprend la vérité au sujet de son choix : loin de ruiner la banque, il l'a au contraire fait faire fortune. Les responsables lui demandent alors le mot qui lui a donné tant de réussite et George leur expose le mot magique de Mary ; (Supercalifragilisticexpialidocious (reprise)).
Winifred, arrivant pour défendre son mari, découvre à la place qu'il est le héros du moment. Après qu'elle mentionne le nom de Mlle Andrew, le directeur d'agence, un vieil homme hurle aussi. George présente des excuses à sa femme pour l'avoir sous-estimée, et ensemble ils reviennent à la maison (Anything Can Happen (reprise)).
Mary comprend que la famille est à nouveau unie et heureuse. Sa tâche est accomplie. Avec regrets, elle dit au revoir à Bert avec un baiser (A Spoonful of Sugar (Farewell Reprise)). Jane et Michael acceptent que Mary les quitte à nouveau sachant qu'elle ne serait pas loin en cas de besoin.

## Numéros musicaux
| Acte I - Chim Chim Cher-ee (Ouverture) - Cherry Tree Lane, Part 1 - The Perfect Nanny - Cherry Tree Lane, Part 2 - Practically Perfect - Chim Chim Cher-ee (reprise) - Jolly Holiday - Cherry Tree Lane (reprise) / Being Mrs Banks / Jolly Holiday (reprise) - A Spoonful of Sugar - Precision and Order - A Man Has Dreams - Feed the Birds - Supercalifragilisticexpialidocious - Supercalifragilisticexpialidocious (bis) - Chim Chim Cher-ee (reprise) - Temper, Temper - Chim Chim Cher-ee | Acte II - Cherry Tree Lane, Part 3 - Brimstone and Treacle, Part 1 - Let's Go Fly a Kite - Good for Nothing - Being Mrs Banks (reprise) - Brimstone and Treacle, Part 2 - Practically Perfect (reprise) - Chim Chim Cher-ee (reprise) - Step in Time - Step in Time (bis) - A Man Has Dreams / A Spoonful of Sugar - Anything Can Happen / Feed the Birds (reprise) - A Spoonful of Sugar (Farewell Reprise) / A Shooting Star |

Chansons inutilisées du film
- Sister Suffragette
- The Life I Lead
- Stay Awake
- I Love To Laugh
- The Life I Lead/A British Bank
- Fidelity Fiduciary Bank

## Distinctions

### Récompenses
Laurence Olivier Awards 2005 
- Laurence Olivier Award de la meilleure actrice dans une comédie musicale - Laura Michelle Kelly
- Laurence Olivier Award du meilleur chorégraphe - Matthew Bourne et Stephen Mear

Evening Standard Theatre Awards 2005 
- Evening Standard Theatre Award des meilleurs décors - Bob Crowley

Theatregoer's Choice Awards 2005
- Theatregoer's Choice Award des meilleurs décors - Bob Crowley

Tony Awards 2007 
- Tony Award des meilleurs décors de comédie musicale - Bob Crowley

Drama Desk Awards 2007 ,
- Drama Desk Award du meilleur acteur dans une comédie musicale - Gavin Lee
- Drama Desk Award du meilleur décors de comédie musicale - Bob Crowley

### Nominations
Laurence Olivier Awards 2005
- Laurence Olivier Award  de la meilleure nouvelle comédie musicale
- Laurence Olivier Award du meilleur acteur dans une comédie musicale - Gavin Lee
- Laurence Olivier Award du meilleur second rôle dans une comédie musicale - David Haig
- Laurence Olivier Award du meilleur metteur en scène - Richard Eyre et Matthew Bourne
- Laurence Olivier Award de la meilleure lumière - Howard Harrison
- Laurence Olivier Award des meilleurs décors - Bob Crowley
- Laurence Olivier Award des meilleurs costumes - Bob Crowley

Evening Standard Theatre Awards 2005 
- Evening Standard Theatre Award de la meilleure comédie musicale
- Sydney Edwards Award du meilleur metteur en scène - Richard Eyre

Theatregoer's Choice Awards 2005
- Theatregoer's Choice Award de la meilleure nouvelle comédie musicale
- London Calling - meilleur metteur en scène - Richard Eyre et Matthew Bourne
- Theatregoer's Choice Award de la meilleure actrice dans une comédie musicale - Laura Michelle Kelly
- Theatregoer's Choice Award du meilleur acteur dans une comédie musicale - Gavin Lee
- Theatregoer's Choice Award du meilleur second rôle dans une comédie musicale - Linzi Hateley
- Theatregoer's Choice Award du meilleur second rôle dans une comédie musicale - Rosemary Ashe
- Theatregoer's Choice Award du meilleur second rôle dans une comédie musicale - David Haig
- Theatregoer's Choice Award du meilleur chorégraphe - Matthew Bourne et Stephen Mear

Theatregoer's Choice Awards 2007
- Meilleure reprise de rôle - Scarlett Strallen[26]

Tony Awards 2007
- Tony Award de la meilleure comédie musicale
- Tony Award de la meilleure performance d'un acteur principal de comédie musicale - Gavin Lee
- Tony Award de la meilleure performance d'une actrice de comédie musicale - Rebecca Luker
- Tony Award du meilleur chorégraphe - Matthew Bourne et Stephen Mear
- Tony Award des meilleurs costumes de comédie musicale - Bob Crowley
- Tony Award de la meilleure mise en lumière d'une comédie musicale - Howard Harrison

Outer Critics Circle Awards 2007 
- Outer Critics Circle Award de la meilleure nouvelle comédie musicale de Broadway
- Outer Critics Circle Award des résultats les plus remarquables
- Outer Critics Circle Award du meilleur directeur musical - Richard Eyre et Matthew Bourne
- Outer Critics Circle Award des meilleures chorégraphies - Matthew Bourne et Stephen Mear
- Outer Critics Circle Award du meilleur acteur de comédie musicale - Gavin Lee
- Outer Critics Circle Award de la meilleure actrice de comédie musicale - Ashley Brown
- Outer Critics Circle Award du meilleur acteur secondaire de comédie musicale - Daniel Jenkins
- Outer Critics Circle Award de la meilleure actrice secondaire de comédie musicale - Rebecca Luker
- Outer Critics Circle Award des meilleurs décors de comédie musicale - Bob Crowley
- Outer Critics Circle Award des meilleurs costumes de comédie musicale - Bob Crowley
- Outer Critics Circle Award de la meilleure mise en lumière d'une comédie musicale - Howard Harrison

Drama League Awards 2007 
- Drama League Award de la production de comédie musicale la plus distinguée
- Drama League Award de l'interprétation la plus distinguée - Ashley Brown et Gavin Lee

Drama Desk Awards 2007
- Drama Desk Award de la meilleure comédie musicale
- Drama Desk Award de la meilleure actrice dans une comédie musicale - Ashley Brown
- Drama Desk Award des meilleurs chorégraphies - Matthew Bourne et Stephen Mear
- Drama Desk Award du meilleur livret de comédie musicale - Julian Fellowes